# Golovnin
Golovnin (em japonês:  泊山, Tomari-yama ;em russo:  Головнин) é uma caldeira vulcânica na parte sul da ilha Kunashir, nas ilhas Curilas, no extremo oriental da Rússia. É o vulcão mais meridional das ilhas Curilas.
Recebeu o seu nome em homenagem ao explorador russo Vasily Golovnin.